# マスターアーキテクト方式
マスターアーキテクト方式（マスターアーキテクトほうしき）とは、広域に及ぶ集合住宅地整備等でおこなわれるデザインコントロール手法の一つ。
デザインコードやガイドライン等のルールを基本事項として設定し、敷地全体のデザインを規定、調整する者をマスターアーキテクト、各街区の設計者をブロックアーキテクトとして土地利用、そして街路空間のイメージや建物の配置、高さ、用途、ファサードデザインに至るまで、まとまりのある町の創造を行う。
ヨーロッパの都市整備事業では、最初に整備対象地区のスタディに対する設計競技が行われ、それにより選出されたマスターアーキテクトが提示するプログラム案を基に計画概要が決定されるケースも多い。

## マスターアーキテクトによる主な開発・整備例
- 内井昭蔵 - ベルコリーヌ南大沢

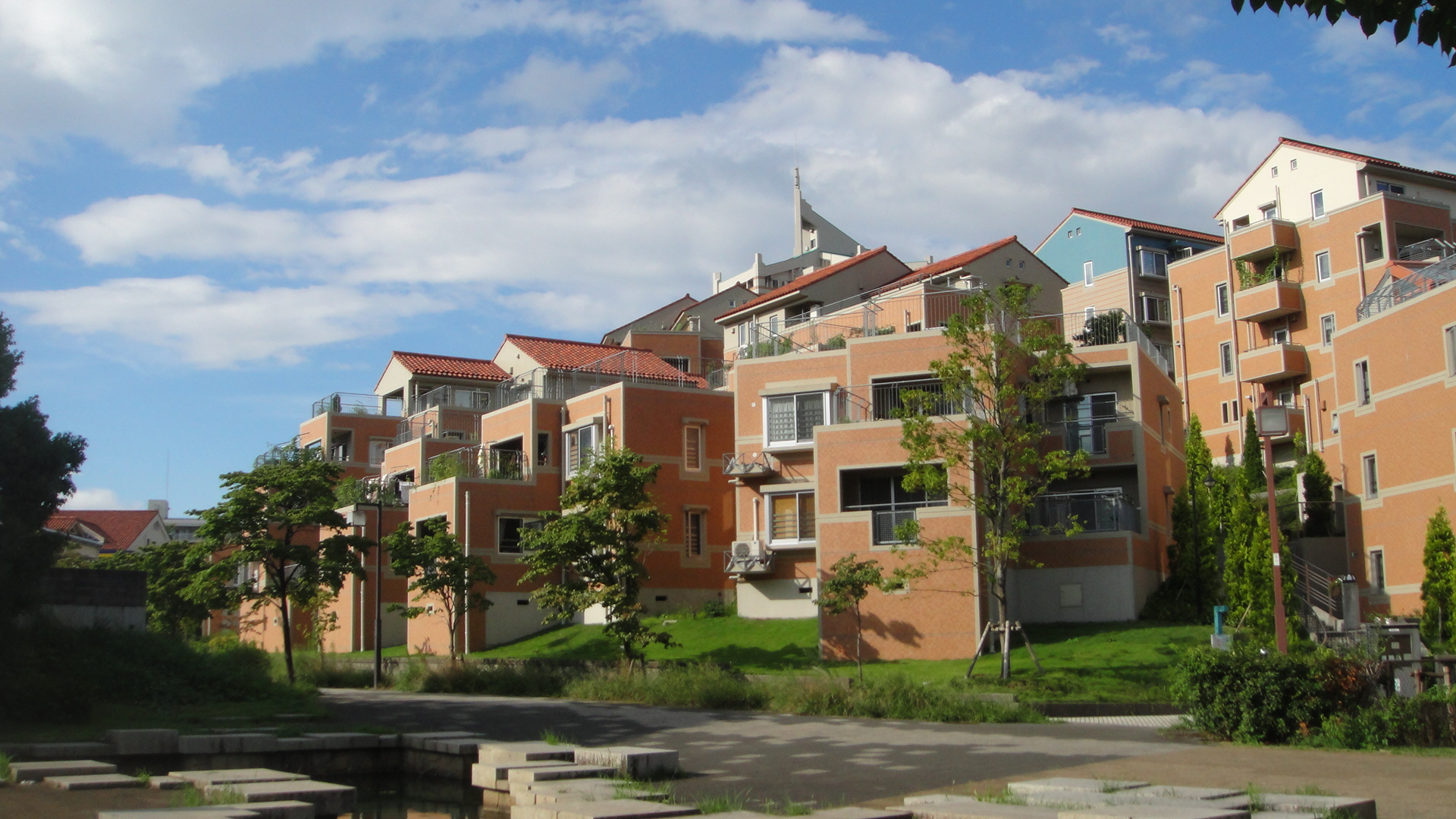
ベルコリーヌ南大沢

- レム・コールハース - 1988年から、ユーラリール計画
- 山本理顕 - 東雲キャナルコートCODAN、伴山人家ー天津ハウジングプロジェクト中国天津市塘沽区専用集合住宅
- ジャン＝ピエール・ビュフィ - ベルシー地区再開発・集合住宅群
- ロラン・シュヴァイツアー - パリ13区トルビアック地区集合住宅
- クリスチャン・ド・ポルザンパルク - 第17区ボルトダニエール地区街区計画
- デュサパン&ルクレール - ユーラリール2
- ジャン＝ピエール・ブランラス＝デクール - レンヌ郊外サン・ジャック・ドゥ・ラ・ランド（1992年に中心地区の整備計画を設計競技）
- フランソワ・グレテール - パリ・バティニヨール リヨン・コンフリュアンス
- フランソワ・グレテール - リヨン・コンフリュアンス対岸のジェルラン公園整備開発
- ヘルツォーク&ド・ムーロン - コンフリュアンス・ローヌ川付近
- ジャン・ヌーベル - セガン島整備
- アレクサンドル・シュメトフ - ナント島公園住宅地整備マスタープラン